# Carlacia Grant
Carlacia Grant, född 1991, är en amerikansk TV-skådespelerska. Hon spelar Cleo i Netflix-serien Outer Banks.

## Uppväxt
Grant föddes i New Haven, Connecticut, och har också bott i Florida. Hon avlade kandidatexamen vid Florida State University i maj 2023 i medie- och kommunikationsstudier med engelska som biämne.

## Karriär
Carlacia Grant gjorde sin skådespelardebut som rollen Irene i History Channels Roots 2016. Hon har även spelat Leesha i Game of Silence. År 2021 medverkade hon i ett avsnitt av The Resident.

## Privatliv
Carlacia Grants föräldrar är från Karibien och hon har haitiskt påbrå genom sin mor och jamaicanskt från sin far.

## Filmografi
| År         | Titel                            | Roll            | Anteckningar    |
| ---------- | -------------------------------- | --------------- | --------------- |
| 2016       | Rötter                           | Irene           | 1 avsnitt       |
| 2016       | Game of Silence                  | Leesha          | 4 avsnitt       |
| 2016-2017  | Greenleaf                        | Danielle Turner | 8 avsnitt       |
| 2021       | Residenten                       | Treenighet      | 1 avsnitt       |
| 2021       | Apollyon                         | Janet           |                 |
| 2022       | Bae Night: The Little Black Book | Kim             |                 |
| 2021-nutid | Outer Banks                      | Cleo            | Serie ordinarie |